# Spiterstulen
Spiterstulen was oorspronkelijk een bergboerderij en is inmiddels uitgegroeid tot een toeristische DNT (Den Norske Turistforening) berghut, hotel en camping. Het ligt op 1106 m boven de zeespiegel in het hooggebergte Jotunheimen, gelegen in de gemeente Lom in de Noorse provincie Innlandet. Het is bereikbaar middels een tolweg vanaf rijksweg 55, de Sognefjellsweg.
Van de 26 pieken in Noorwegen hoger dan 2300 meter, kunnen er 17 bereikt worden dmv dagtochten vanuit Spiterstulen. Waaronder bekende namen als de toppen Galdhøpiggen en Glittertind.

## Externe links

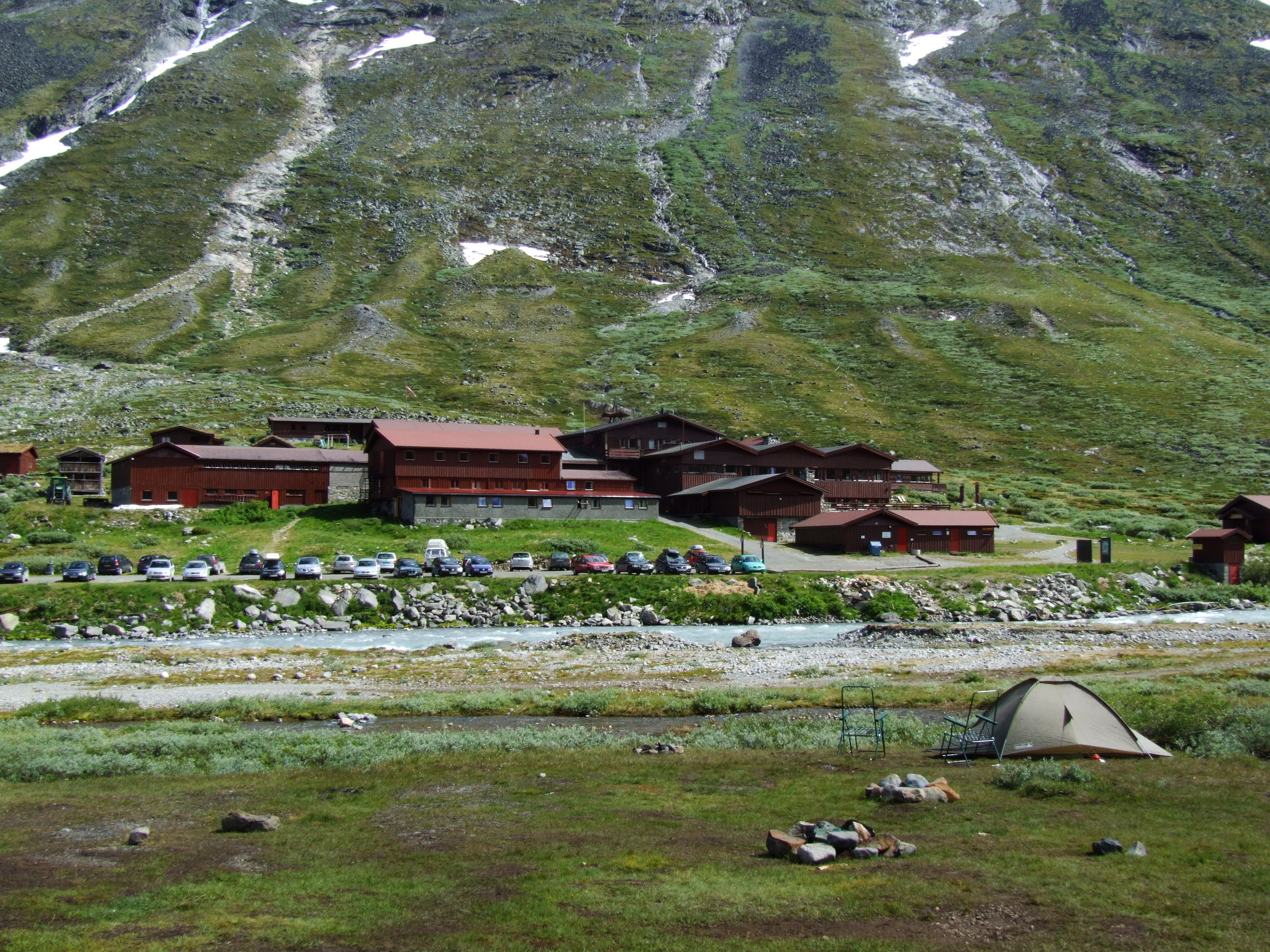